# The BellRays

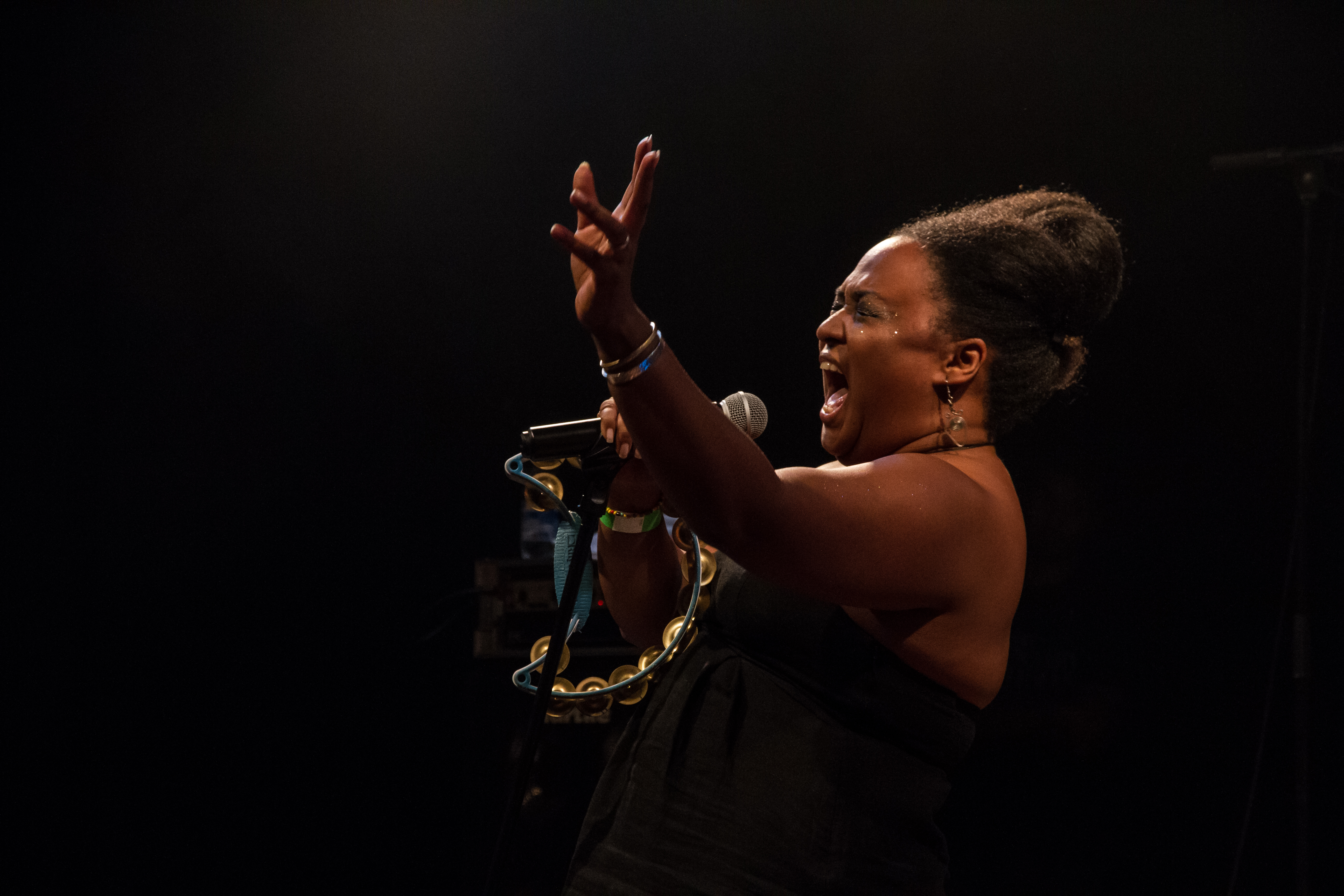
La chanteuse Lisa Kekaula avec les BellRays en 2014.

The BellRays (aussi écrit The Bellrays) est un groupe de rock américain formé en Californie dans les années 1990.

## Musique

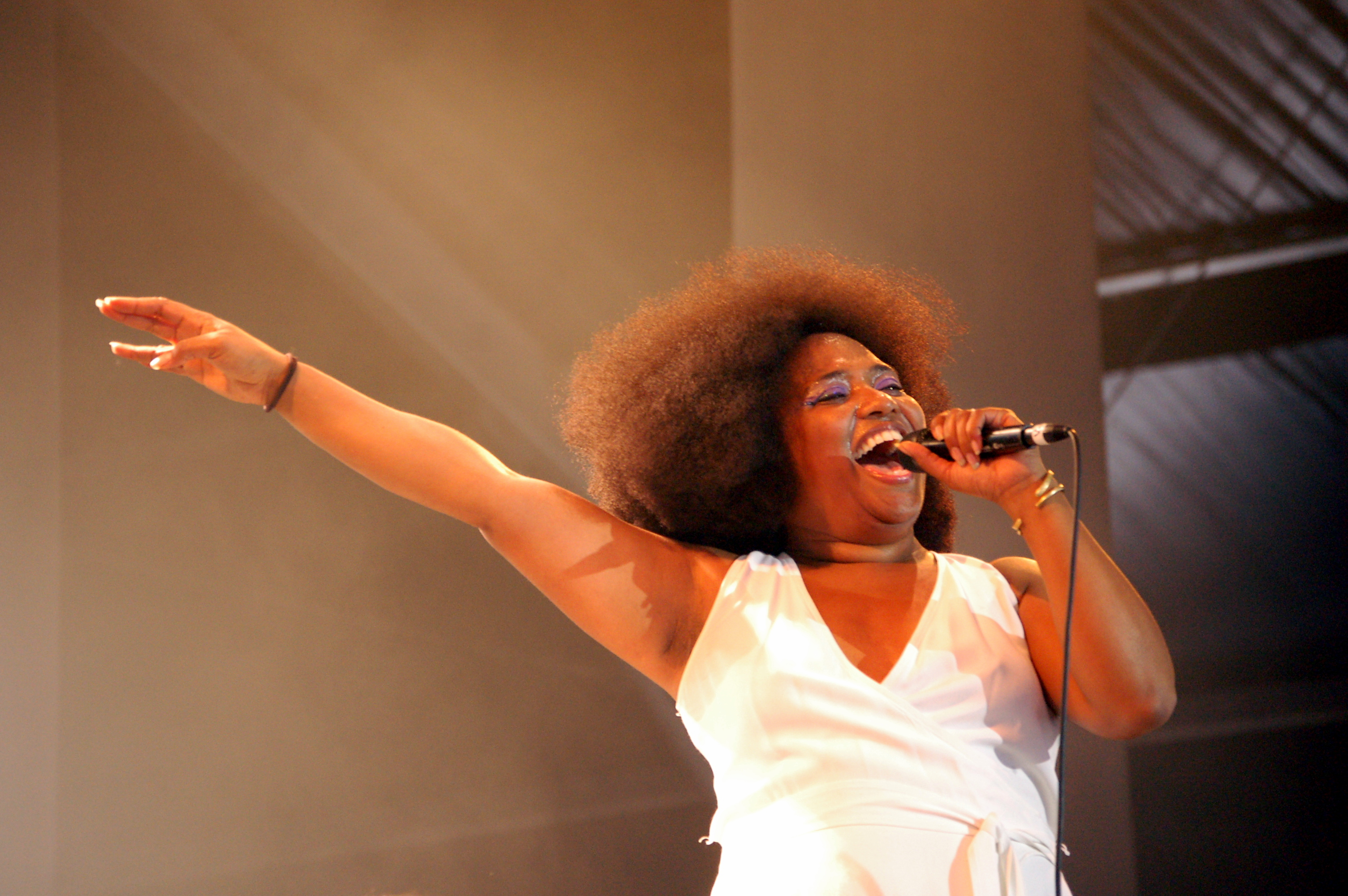
The BellRays en concert (2007).

Les BellRays produisent un mélange de rock 'n' roll puissant, de jazz et de soul influencé par le punk rock et le hard rock, avec Lisa Kekaula, chanteuse issue des scènes jazz et soul music. Ce mélange est résumé par leur devise : « Maximum Rock & Soul ».
Le groupe a la particularité d'avoir enregistré la plupart de ses disques très rapidement, entièrement en direct et sur du matériel très basique du style magnétophone à cassettes, loin du son « propre » recherché par la plupart des groupes. Ce fut du moins le cas pour leurs premiers albums, puisque Have a little Faith, qui voit le groupe élargir considérablement son spectre sonore, a bénéficié d'autant de temps d'enregistrement que la totalité des précédents réunis. Have a little faith voit également apparaître les cuivres, caractéristiques de leurs influence Soul. L'album Hard Sweet and Sticky voit se développer ce côté soul avec une meilleure production.
Lisa Kekaula participe également au groupe Basement Jaxx, avec lequel elle a obtenu un Grammy Award, ainsi qu'à Crystal Method. Elle a également collaboré au projet The Now Time Delegation. En 2012, elle monte le projet Lisa and the Lips en compagnie de Bob Vennum. Le groupe sort son premier album éponyme en mars 2014.

## Composition du groupe
La formation est composée de :
- Lisa Kekaula : chant
- Bob Vennum : guitare, chœurs (avant de devenir guitariste du groupe, Vennum jouait de la basse)
- Justin Andres : basse, chœurs
- Stefan Litrownik : batterie

Anciens membres :
- Tony Fate : guitare, chœurs
- Craig Waters : batterie
- Ray Chin : batterie

## Discographie
- 1993 : In the Light of the Sun
- 1998 : Let It Blast
- 2001 : Grand Fury'
- 2002 : Meet The BellRays (compilant le meilleur des deux albums précédents, sortis uniquement aux États-Unis)
- 2002 : Raw Collection
- 2003 : The Red, White & Black
- 2006 : Have a Little Faith
- 2008 : Hard Sweet and Sticky
- 2010 : Black Lightning
- 2024 : Heavy Steady Go !